# Tadeusz Henryk Nowak
Tadeusz Henryk Nowak (pseud. Sim, thn, ur. 21 września 1908 w Poznaniu, zm. 15 kwietnia 1983 tamże) – polski dziennikarz, felietonista i satyryk.

## Życiorys
Urodził się jako jedno z siedmiorga dzieci kasjera w firmie Siemens – Józefa i Katarzyny z domu Dudek. Uczył się w Gimnazjum Jana Kantego w Poznaniu. Maturę zdał w Warszawie, w Gimnazjum Wojciecha Górskiego. Zapisał się do Wyższej Szkoły Dziennikarskiej w Warszawie, ale nauki tam nie ukończył, powróciwszy do Poznania. Na przełomie lat 20. i 30. XX wieku związał się z poznańskim kabaretem Stratosfera działającym w obecnym Domu Studenckim Hanka pod kierownictwem Tadeusza Hernesa. Nowak był autorem kąśliwych tekstów, w które ingerowała sanacyjna cenzura. Po rozpadzie Stratosfery działał w Klubie Szyderców wraz z Arturem Marią Swinarskim, gdzie pisał utwory satyryczne i monologi. W 1934 przeniósł się do Warszawy oraz wygrał pokaźną sumę na loterii, co umożliwiło mu odbycie z żoną podróży zagranicznej statkiem Kościuszko z Gdyni do zachodnich wybrzeży Afryki, a po drodze zwiedzenia niektórych miejsc w Holandii, Belgii, Portugalii, na Wyspach Kanaryjskich, w Maroku i na Maderze. Z wyprawy opublikował cykl felietonów na łamach Dziennika Poznańskiego, z którym związał się ściślejszą współpracą, mimo zamieszkania w Warszawie. Podjął tam pracę w Polskiej Agencji Reklamy PAR. Współpracował również z Kurierem Warszawskim i tygodnikiem Zwierciadło.
W 1937 otrzymał propozycję stałej posady w Kurierze Poznańskim i powrócił do Poznania. W 1939 uciekł wraz z żoną przed hitlerowcami do Warszawy, gdzie pracował w Fabryce Marmolady w Płudach. Udzielał się w konspiracji, a w powstaniu warszawskim pełnił funkcję komendanta obrony przeciwlotniczej. Współpracował z powstańczą gazetką Brygada Powiśla. W czasie jednej z obron barykady został ranny w głowę, co odbiło się na jego zdrowiu do końca życia.
W 1945 powrócił ponownie do Poznania, gdzie sprawował funkcję skarbnika oddziału Związku Literatów Polskich. Pisał też w Życiu Literackim, będąc przejściowo jednym z sekretarzy tego pisma. Później zaangażował się w pracę w Głosie Wielkopolskim, gdzie publikował recenzje teatralne, muzyczne, sprawozdania sportowe, fraszki oraz felietony (m.in. stała rubryka Dowcipy na dzień dobry). Pisał też teksty do powieści rysunkowej Stach z Błękitnej Piątki.
Rana powstańcza uniemożliwiła mu systematyczną pracę, powodując uporczywe, silne bóle głowy. Współpracował mimo to z tygodnikiem Kaktus, drukując m.in. cykl opowiadań z życia środowiska artystycznego Żywot panów swawolnych. Współdziałał też z poznańską telewizją. Był współautorem (z Jerzym Młodziejowskim i Stanisławem Strugarkiem) wspomnieniowego programu Kawiarnia pod uśmiechem. W Expressie Poznańskim publikował materiały z życia poznańskiej cyganerii (Ludzie moich dni), wywiady Przy pół czarnej (gośćmi byli m.in. Władysław Broniewski, Jan Sztaudynger, Zenon Kosidowski, Irena Eichlerówna, czy Barbara Ludwiżanka), a także autorską rubrykę Poznań znany i nieznany (od 1975, o poznańskich budowlach).
W latach 1978–1981 pisał w miesięczniku Nurt (m.in. o nastroju powojennych kawiarni, czy też o nieżyjących plastykach poznańskich w cyklu Gdy o zmierzchu z ram wychodzą).

## Życie prywatne
W 1934 zawarł związek małżeński z Izabelą Stam. Pochowany na cmentarzu junikowskim.